# I Pity the Fool
I Pity the Fool is een in 1961 door Bobby Bland, voor Duke Records opgenomen nummer. Het nummer werd geschreven door Deadric Malone, een pseudoniem van Duke Records-eigenaar Don Robey. David Bowie coverde het nummer met zijn band The Manish Boys in 1965 als zijn tweede single.
Volgens auteur Charles Farley werd het nummer eigenlijk geschreven door Joe Medwick, die regelmatig zijn nummers, waaronder een ander Bobby Bland-nummer genaamd "Farther Up the Road", verkocht aan Robey voor kleine bedragen (meestal tussen de vijf en honderd Amerikaanse dollars).

## Bobby Bland-versie
In 1960 werd het nummer opgenomen in Houston met (waarschijnlijk) Joe Scott en Melvin Jackson op trompet, Pluma Davis op trombone, Robert Skinner en L.A. Hill op tenorsaxofoon, Rayfield Devers op baritonsaxofoon, Teddy Raynolds op piano, Wayne Bennett op gitaar, Hamp Simmons op basgitaar, John "Jabo" Starks op drums en met onbekende muzikanten op fluit, achtergrondzang en snaarinstrumenten.
Bland was op het hoogtepunt van zijn carrière en bereikte met vijf opeenvolgende singles de Billboard R&B-lijsten. "I Pity the Fool" werd een van zijn grootste hits, het kwam bovenaan de R&B-lijsten en piekte ook op #48 in de poplijsten.

## The Manish Boys (met David Bowie)-versie
The Manish Boys, met David Bowie (destijds bekend als David Jones) als leadzanger, bracht hun versie van het nummer uit op single in 1965. De opnamesessie werd geproduceerd door Shel Talmy, die ook vroege singles en albums van The Who en The Kinks produceerde. De latere Yardbirds- en Led Zeppelin-gitarist Jimmy Page was een reguliere sessiemuzikant van Talmy en speelde de gitaarsolo op het nummer.
Tijdens deze opnamesessies kreeg Bowie een gitaarriff van Page, maar wist niet wat hij ermee moest doen. Later gebruikte hij deze riff in twee verschillende nummers, "The Supermen" uit 1970 en "Dead Man Walking" uit 1997.
Het nummer "Take My Tip", wat op de B-kant van de single verscheen, was het eerste nummer dat Bowie zelf schreef dat op single werd uitgebracht.

### Tracklijst
1. "I Pity the Fool" (Deadric Malone) - 2:08
2. "Take My Tip" (Davie Jones) - 2:15

### Muzikanten
- David Jones: zang, altsaxofoon
- Johnny Flux: leadgitaar
- Jimmy Page: gitaarsolo
- John Watson: basgitaar
- Mick White: drums
- Bob Solly: orgel
- Woolf Byrne: baritonsaxofoon, mondharmonica
- Paul Rodriguez: tenorsaxofoon, trompet

## Andere covers
- The Paul Butterfield Blues Band op het album Resurrection of Pigboy Crabshaw uit 1967.
- Stevie Wonder op het album I Was Made to Love Her uit 1967.
- Cyndi Lauper in The Jack Dee Show in 1993.
- Robert Cray op het album Martin Scorsese Presents the Blues: A Musical Journey uit 2003.